# Gel-Shocker
Gel-Shocker(ゲルショッカー, Geru Shokkā) è un'organizzazione criminale immaginaria presente nella serie televisiva giapponese di fantascienza Kamen Rider.

## Storia
La Gel-Shocker venne creata subito dopo la distruzione della Shocker, dall'unione fra i resti di quest'ultimo gruppo con un'altra associazione chiamata Geldam.
Dopo la sconfitta dell'Ambasciatore dell'inferno, Il "Grande capo" ha riorganizzato la Shocker incominciando da zero, distruggendo le basi rimanenti nel mondo e facendo sterminare i soldati dai suoi nuovi mostri.
A comandare le operazioni di Gel-Shocker venne posto il generale Black, il cui esercito era composto da nuovi guerrieri vestiti di viola con un pipistrello rosso sul petto, che erano capaci di mimetizzarsi con l'ambiente.
Questa seconda organizzazione criminale venne tuttavia distrutta in pochi episodi da Kamen Rider Ichigo e da Kamen Rider Nigo.

## Membri
- Grande Capo Della Shocker/Gel-Shocker(ショッカー首領／ゲルショッカー首領, Shokkā Shuryo/ Geru Shokkā Shuryō), che corrisponde all'ex-leader della vecchia Shocker. Nell'ultimo episodio rivelerà finalmente la sua identità: un alieno dalla testa bianca con un solo grande occhio verde nascosti da un cappuccio rosso simile a quello dei membri del Ku Klux Klan.

Morirà autodistruggendosi nel tentativo di uccidere i due Kamen Rider e più tardi resusciterà come "Grande capo" della Destron in Kamen Rider V3.
- Generale Black/Hiruchamaleonブラック将軍/ヒルカメレオン, Burakku Shōgun/Hirukamereon 80-98): comandante militare di Gel-Shocker, indossa una uniforme nera con elmo, porta sempre con sé una bacchetta e soffre di un tic facciale.

Nella battaglia finale con i Kamen Rider si trasforma nel mostro Hiruchamaleon, creatura metà sanguisuga, metà camaleonte.
Verrà distrutto con il Rider Double Chop.
Ricompare nel manga Kamen Rider Spirits dove viene resuscitato dall'Impero Badan insieme ai mostri di Gel-Shocker per poi venire distrutto di nuovo da Kamen Rider Nigo e Kamen Rider ZX.
Un Hiruchamaleon compare nel film Kamen Rider Decade X Double Movie War dove è membro dell'armata di Super Shocker e viene distrutto da Kamen Rider Kuuga/Yuusuke Onodera.
- Shocker Riders(ショッカーライダー, Shokkā Raidā, 91-94): sosia di Kamen Rider Ichigo e Nigo creati da Gel-shocker.

A differenza del manga sono 6 invece che 12.
Indossano tutti dei guanti e stivali gialli, una sciarpa di colore diverso ciascuno e sparano dei proiettili esplosivi dalle dita.
Verranno distrutti da Ichigo e Nigo con una mossa combinata chiamata Rider Wheel.

### Kaijin
I mostri di Gel-shocker sono costituiti da una combinazione di due animali o piante.
Considerati più forti dei kaijin della Shocker, sono stati capaci di mettere alle strette più volte Kamen Rider Ichigo.
- Kanikomori(ガニコウモル, Kanikomori, episodi 78-80 e 97): mostro metà granchio, metà pipistrello.

In origine era un mostro della Geldam, e viene distrutto quando si schianta contro Kamen Rider 1, alla fine della serie, e viene ricostruito un nuovo modello da Gel-shocker.
- Sasoritokage(サソリトカゲス, Sasoritokage, episodio 81): mostro scorpione/lucertola, distrutto dal Rider Hanten Kick di Kamen Rider 1
- Kuragewolf(クラゲウルフ, Kurageurufu, episodi 82 e 98): mostro medusa/lupo, distrutto dal Rider Kirimori Shoot di Kamen Rider 1
- Inokabuton(イノカブトン, Inokabuton, episodi 83 e 98): mostro cinghiale/scarabeo rinoceronte, distrutto dallo Cyclon Attack di Kamen Rider 1.
- Isoginjaguar (イソギンジャガー, Isoginjagā, episodio 84)
- Utsubokame (ウツボガメス, Utsubogamesu, episodi 85 e 98)
- Washikamagiri(ワシカマギリ, Washikamagiri, episodio 86)
- Kumolion(クモライオン, Kumoraion, episodi 87,98)
- Nekoyamori(ネコヤモリ, Nekoyamori, episodio 88)
- Canarycobra(カナリコブラ, Kanarikobura, episodio 89)
- Nezucondor(ネズコンドル, Nezukondoru, episodi 89-90)
- Nezucondor modificato(改造ネズコンドル, Kaizō Nezukondoru, episodio 90)
- Mukadetiger(ムカデタイガー, Mukadetaigā, episodi 91 e 98)
- Haerotibachi(ハエトリバチ, Haetoribachi, episodi 92-93 e 98)
- Eidokugar(エイドクガー, Eidokugā, episodi 93-94 e 98)
- Namekujikinoko(ナメクジキノコ, Namekujikinoko, episodi 93-94)
- Karaox(ガラオックス, Karaokkusu, episodi 95 e 98)
- Sabotenbat(サボテンバット, Sabotenbatto, episodi 96 e 98)